# José López Crespo
José López Crespo (San Pedro de Cornazo, Pontevedra, 30 de agosto de 1797 - Santander, Cantabria, 21 de marzo de 1875) fue un obispo español de la Iglesia católica.

## Biografía
Estudió Teología y Derecho Canónico en Santiago de Compostela, ciudad donde fue rector del seminario, además de lectoral y chantre. El 26 de septiembre de 1859 fue promovido como obispo de la diócesis de Santander, cargo que ostentó desde 1860 hasta su muerte el 21 de marzo de 1875. Mientras era obispo participó en el concilio Vaticano I y estableció cinco parroquias en Santander, que hasta entonces tenía una, la Catedral de Santander.
| Predecesor: Manuel Ramón Arias Teijeiro de Castro | Obispo de Santander 1860 - 1875 | Sucesor: Vicente Calvo y Valero |